# Sidymella lampei
Sidymella lampei es una especie de araña del género Sidymella, familia Thomisidae.

## Distribución
Esta especie se encuentra en Australia.

## Taxonomía
Fue descrita por Strand en 1913.
Tratamiento taxonómico
La especie aparece registrada y publicada en Drei neue Spinnen von Victoria in Australien. Jahrbücher des Nassauischen Vereins für Naturkunde 66: 203–209.